# ConQUIZtador
ConQUIZtador (mađarski: Honfoglaló), igra znanja i vještine u kojoj je cilj zavladati najvećim dijelom svoje države. Igra natjecateljima omogućuje boriti se za vlast na cijelom državnom teritoriju, osvajajući oblast po oblast što bržim davanjem točnih odgovora na pitanja iz raznih kategorija. Igra je potekla iz Mađarske 2002., a osnivač joj je Attila Bihari. Danas postoje inačice na mađarskom, njemačkom, francuskom, engleskom, ruskom, rumunjskom, srpskom, bugarskom, češkom i talijanskom jeziku.